# Лялька

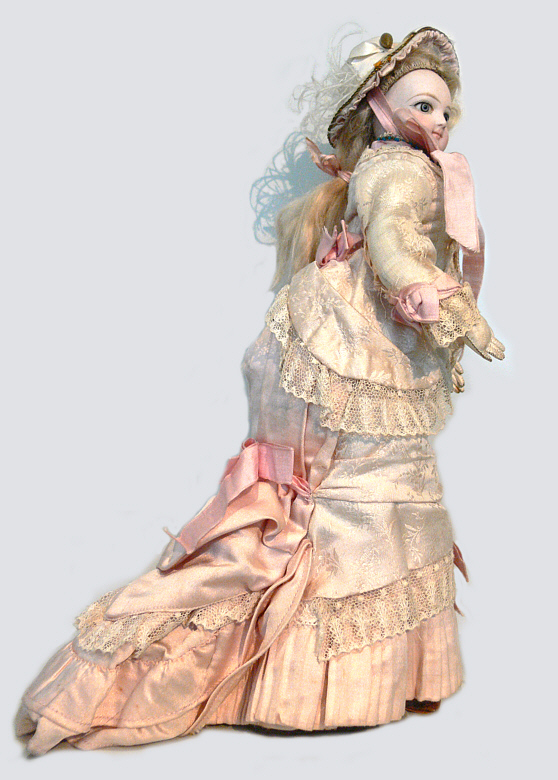
Європейська лялька, 1870 р.

Ля́лька, ляля — дитяча іграшка у вигляді фігурки людини.
З давніх-давен майже в кожній українській хаті були власні традиції та звичаї у виготовленні ляльок. В деяких традиціях традиційним лялькам не робили обличчя, задля того, щоб дитина могла сформувати в своїй уяві власний образ своєї подружки та ангела-охоронця. В деяких традиціях створювали обличчя, щоб діти з дитинства тягнулись до прекрасного та спілкувались з лялькою.

## Історія
Ляльки знаходять у найдавніших поселеннях людей. Спочатку вони були зроблені з дерева, гілок, шматків. Пізніше трапляються ляльки з глини, каменю.
У гробниця фараонів знаходять фігурки людей з дерева, кості, випаленої глини. Вважають що це були ляльки для дівчаток. Деякі з них мали на собі одяг.
Деякі історики вважають, що лялька в сучасному вигляді виникла в 50 році коли Римом правив Нерон. Молоді римляни робили малі статуетки по образу його дружини Помпеї і всюди носили їх. Ці статуетки називали «попеї». Від них пішла французька назва ляльки „La poupee” та німецька „die Puppe”.